# Наоружање и опрема Војске Србије
Списак наоружања и војне опреме коју користи Војска Србије.

## Стрељачко наоружање
| Назив                     | Земља порекла    | Намена                                            | Количина | Фотографија | Напомена |       |
| ------------------------- | ---------------- | ------------------------------------------------- | -------- | ----------- | --- | ----- |
| Застава ЕЗ-9              | Србија           | Пиштољ 9                                          |          |             | [ 1 ] |       |
| Застава ЦЗ99              | СФРЈ · Србија    | Пиштољ 9                                          |          |             | |       |
| Глок-17                   | Аустрија         | Пиштољ 9                                          |          |             | | [ 2 ] |
| CZ 75 SP-01               | Чешка            | Пиштољ 9                                          |          |             | [ 3 ] |       |
| IWI Jericho 941           | Израел           | Пиштољ 9 мм                                       |          |             | |       |
| СПП-1М                    | Русија           | Подводни пиштољ 4,5 мм                            |          |             | У употреби у ронилачкој јединици Речне флотиле. |       |
| Застава М84 Шкорпион      | СФРЈ             | Аутоматски пиштољ 7.65                            |          |             | Аутоматски пиштољ М84, предвиђен је првенствено за самоодбрану посада тенкова, борбених возила пешадије и других возила у којима нема довољно простора за смештај оружја са дугим цевима. За примену у специјалним снагама М84 Шкорпион опрема се пригушивачем пуцња домаће производње.                                                         |       |
| АПС                       | Русија           | Подводни аутомат 5,66 mm                          |          |             | У употреби у ронилачкој јединици Речне флотиле. |       |
| Застава М92               | СФРЈ · Србија    | Аутомат                                           |          |             | |       |
| Хеклер и Кох МП5          | Немачка          | Аутоматска пушка                                  |          |             | Употреба у батаљонима војне полиције. |       |
| Хеклер и Кох УМП          | Немачка          | Аутоматска пушка                                  |          |             | Употреба у специјалним јединицама. |       |
| Узи                       | Израел           | Аутомат                                           |          |             | У употреби Одреда војне полиције специјалне намене „Кобре”. |       |
| Застава M70A/M70B1        | СФРЈ · Србија    | Аутоматска пушка 7.62                             |          |             | Најбројније варијанте у наоружању ВС су М70Б и М70АБ2. Више десетина хиљада комада и у резерви. |       |
| Застава M21               | Србија           | Аутоматска пушка 5.56                             |          |             | У наоружању Војске Србије од 2008. године. |       |
| Застава М19               | Србија           | Аутоматска модуларна пушка 6,5×39 мм / 7,62×39 мм |          |             | Потписан уговор о набавци, усвојена у наоружање Војске Србије. Испоруке су у току. Застава М-19 је опремљена савременим оптичким нишанима из домаће производње. Новом аутоматском пушком се опремају механизоване и пешадијске јединице Војске Србије. Заставом М-19 у скраћеној верзији аутомата опремају се посаде оклопних возила и тенкова. |       |
| ФН Скар-Л                 | Белгија          | Аутоматска пушка                                  | 740      |             | Достављене 6. маја 2018. у склопу пројекта "1500 савремених војника". |       |
| Хеклер и Кох 416          | Немачка          | Аутоматска пушка                                  |          |             | Припадници 72. Бригаде за специјалне операције Војске Србије су наоружани са ХК-416 Д14.5РС и Хеклеровим подцевним бацачем граната АГ-416 калибра 40 мм. |       |
| Хеклер и Кох Г36Ц & Г36КВ | Немачка          | Аутоматска пушка                                  |          |             | Употреба у 63. падобранској бригади. |       |
| АУГ Штајер                | Аустрија         | Аутоматска пушка                                  |          |             | У употреби у 72. Бригади за специјалне операције. |       |
| AR-M1                     | Бугарска         | Аутоматска пушка                                  |          |             | Употреба у специјалним јединицама Војске Србије. |       |
| Застава ЛП-12ПА           | Србија           | Сачмарица                                         |          |             | Употреба у свим јединицама. Користи се ефикасно за борбе у урбаним срединама на растојањима до 150 метара. |       |
| Застава М12М Црно Копље   | Србија           | Далекодометни снајпер 12.7                        |          |             | [ 11 ] |       |
| Застава М93 Црна Стрела   | Србија           | Далекодометни снајпер 12.7                        |          |             | Употреба у свим јединицама. |       |
| Barrett M95               | Србија           | Далекодометни снајпер 12.7                        |          |             | [ 12 ] |       |
| Сако ТРГ                  | Финска           | Снајперска пушка                                  |          |             | Употреба у специјалним јединицама. |       |
| FN Scar-H PR              | Белгија          | Снајперска пушка                                  |          |             | У употреби у Одреду војне полиције специјалне намене „Кобре”. |       |
| Застава M76               | СФРЈ             | Снајперска пушка 7.9                              |          |             | У будућности биће замењена са М91 најновије верзије. |       |
| Застава М07               | Србија           | Снајперска пушка 7.62                             |          |             | [ 1 ] [ 14 ] |       |
| Застава M91               | СФРЈ · Србија    | Снајперска пушка 7.62                             |          |             | [ 15 ] |       |
| FN Minimi                 | Белгија          | Пушкомитраљез                                     |          |             | [ 16 ] |       |
| Застава M72               | СФРЈ · Србија    | Пушкомитраљез 7.62                                |          |             | |       |
| Застава M90               | СФРЈ             | Аутоматска пушка                                  |          |             | |       |
| Застава M84               | СФРЈ · Србија    | Митраљез 7.62                                     |          |             | Представљени модернизовани митраљези овог типа. |       |
| Застава M87               | СФРЈ             | Митраљез 12.7                                     |          |             | Произведен у СФРЈ по лиценци НСВ совјетског тешког митраљеза. Биће замењен модернијим и новијим М02 Којот. |       |
| Browning M2               | Сједињене Државе | Митраљез 12.7                                     |          |             | Употреба у војној полицији, неки су прикачени на оклопна возила. |       |
| РБГ 40мм/6 М11 ПД-51      | Србија           | Ручни бацач граната 40                            |          |             | [ 18 ] [ 19 ] |       |
| Застава М93 (БГА)         | Србија           | Аутоматски бацач граната 30                       |          |             | У употреби од 1999. године |       |
| М57                       | СФРЈ             | Минобацач 60                                      |          |             | |       |
| М69                       | СФРЈ             | Минобацач 82                                      | 106      |             | |       |
| М75                       | СФРЈ             | Минобацач 120                                     | 57       |             | |       |

## Против-оклопни ракетни системи
| Назив              | Земља порекла            | Намена                  | Верзија      | Бројно стање | Фотографија | Напомена |
| ------------------ | ------------------------ | ----------------------- | ------------ | ------------ | ----------- | --- |
| М-80 Зоља          | СФРЈ · Србија            | Против-тенковска ракета |              | ?            |             | Враћени ресурси на више од 25.000 комада. |
| М-79 Оса           | СФРЈ · Србија            | Против-тенковска ракета |              | ?            |             | |
| M90 Стршљен        | СФРЈ · Србија            | Против-тенковска ракета | М90 М91      | ?            |             | Осмишљено и дизајнирано у СФРЈ, касније усавршавано и настављена производња у Србији и Македонији. Србија је касније дизајнирала М91. |
| 9М14 Маљутка       | Совјетски Савез · Србија | Против-тенковска ракета | 9М14М 9М14П1 | ?            |             | По лиценци набављеној у бившем Совјетском Савезу од 1973. године у фабрици „Крушик” у Ваљеву производи се противоклопна ракета Маљутка у две основне варијанте: — 9М14М са ручним вођењем и — 9М14П1 са полуаутоматским вођењем. Усавршене су и усвојене нове варијанте побољшања и модернизације те је значајно повећана могућност. |
| 9К111 Фагот        | Совјетски Савез          | Против-тенковска ракета |              | ?            |             | Део система је интегрисан на оклопне аутомобиле Хамви. |
| 9М133 Корнет       | Русија                   | Против-тенковска ракета | Корнет-ЕМ    | ?            |             | Први део ракета и лансера испоручен у децембру 2021. године. Званично представљене 3.1.2022. године у служби 72. бригаде за специјалне операције. Део система је интегрисан на оклопне аутомобиле Хамви. |
| 9М119 Свир/Рефлекс | Русија                   | Против-тенковска ракета |              | ?            |             | Користе је тенкови Т-72 Б1МС. Домет је 5.000-6.000 метара. |
| 9М120 Атака        | Русија                   | Против-тенковска ракета |              | ?            |             | Користе је борбени хеликоптери МИ-35М. Домет је 6.000 метара. |

## Борбена возила
| Назив                                   | Земља порекла                  | Намена                                      | Верзија             | Активно Бројно стање | Резерва | Фотографија | Напомена |
| Тенкови                                 | Тенкови                        | Тенкови                                     | Тенкови             | Тенкови              | Тенкови | Тенкови     | Тенкови |
| --------------------------------------- | ------------------------------ | ------------------------------------------- | ------------------- | -------------------- | ------- | ----------- | --- |
| M-84                                    | СФРЈ                           | Главни борбени тенк (ГБТ)                   | М-84 M-84A          | 126 54               | 20      |             | 15., 26. и 36. тенковски батаљони поседују по 53 тенка, изузев 46. тенковског батаљона који поседује 40 тенка. |
| М-84АС1                                 | Србија                         | Главни борбени тенк (ГБТ)                   | М-84AS1/2           | 26                   | /       |             | Прва серија модернизованих тенкова, испоручена је крајем 2024. Најављена још једна серији од 26 тенкова. |
| T-72                                    | Русија                         | Главни борбени тенк (ГБТ)                   | Т-72Б1МС            | 30                   | /       |             | Тенкови, који су донација Руске Федерације, у саставу су новоформираног оклопног батаљона у Нишу. |
| T-72                                    | Совјетски Савез · Чехословачка | Главни борбени тенк (ГБТ)                   | Т-72М               | 13                   | 51      |             | Једна чета Т-72М од 13 тенкова у саставу 46. тенковског батаљона, остатак је у саставу резервне Банатске бригаде. |
| Тенкови за извлачење                    |                                |                                             |                     |                      |         |             | |
| М-84АИ                                  | СФРЈ                           | Тенк за извлачење (ТЗИ)                     | М-84АИ              | 5                    | /       |             | Тенкови за извлачење М-84АИ су распоређени у тенковским батаљонима бригада Копнене војске. |
| ЈВБТ                                    | Чехословачка                   | Тенк за извлачење (ТЗИ)                     | ЈВБТ-55А            | 8                    | 60      |             | 8 тенкова за извлачење у механизованим батаљонима, самоходним артиљеријским дивизионима и логистичким батаљонима бригада Копнене војске. |
| ВЗТ-2                                   | Пољска                         | Тенк за извлачење (ТЗИ)                     | ВЗТ-2               | 16                   | /       |             | Тенкови за извлачење ВТЗ-2 су распоређени у тенковским и механизованим батаљонима бригада Копнене војске. |
| Тенкови носачи моста                    |                                |                                             |                     |                      |         |             | |
| MT-55                                   | Совјетски Савез                | Тенк носач моста (ТНМ)                      | MT-55А              | 24                   | /       |             | Тенкови носачи моста ангажовани у тенковским и механизованим батаљонима бригада Копнене војске. |
| Борбено возило пешадије                 |                                |                                             |                     |                      |         |             | |
| БВП М-80                                | СФРЈ                           | Борбено возило пешадије (БВП)               | М-80 М-80А          | 294                  | 222     |             | 320 БВП се налази у механизованим батаљонима бригада Копнене војске, остатак у резерви. Возило има амфибијске могућности. У плану модернизација, на варијанту М-80АБ2. |
| БВП М-80АС1                             | Србија                         | Борбено возило пешадије (БВП)               | М-80АС1/2           | 26                   | /       |             | Прва серија модернизованих БВП, испоручена је крајем 2024. Најављена још једна серији од 26 БВП. |
| БВП Лазар 3М                            | Србија                         | Борбено возило пешадије (БВП)               | Лазар 3М            | 12+                  | /       |             | Испоручена прва серија ових возила. Најављена испорука још једне серије до краја 2025. |
| Оклопна возила гусеничари               |                                |                                             |                     |                      |         |             | |
| МТ-ЛБу                                  | Совјетски Савез                | Командни оклопни транспортер (КОТ)          | 1В13 1В14 1В15 1В16 | 32                   | /       |             | Командно возило при самоходним хаубичким артиљеријским батеријама и дивизионима бригада Копнене војске наоружаним хаубицама 2С1 Гвоздика.. 1В13 (возило заменика команданта батерије), 1В14 (возило команданта батерије), 1В15 (возило заменика команданта дивизиона), 1В16 (возило команданта дивизиона). Возило има амфибијске могућности. Модернизована возила у служби Војске Србије, са серијским бројевима 20277 и 20504 представљена у априлу 2023. |
| БТР-50                                  | Совјетски Савез                | Командни оклопни транспортер (КОТ)          | БТР-50ПК БТР-50ПУ   | 12                   | 28      |             | 12 оклопних транспортера је распоређено у тенковским и механизованим батаљонима бригада Копнене војске, остатак у резерви. Возило има амфибијске могућности. |
| Оклопна возила точкаши                  |                                |                                             |                     |                      |         |             | |
| БТР-80А                                 | Русија                         | Вишенаменски оклопни транспортер            | БТР-80АМ            | 68                   | /       |             | Првих 50 возила испоручено је Србији 1. јуна 2024. године из Мађарске. Очекивана је испорука још једног, мањег, броја возила. Најављени су и ремонт и модернизација свих возила. Због велике ватрене моћи свог топа од 30mm, може служити и као борбено возило пешадије. |
| БОВ М16 Милош                           | Србија                         | Вишенаменски оклопни транспортер            | БОВ-М16             | 80+                  | /       |             | Најављена је испорука укупно још 109 возила. На изложби наоружања "Застава 2024" најављена куповина још 200 од обе верзије. Нове серије возила су Војсци Србије испоручене у новембру 2023. .За потребе мировне мисије у Либану користи се 12 возила. |
| Лазар 3                                 | Србија                         | Вишенаменски оклопни транспортер (ВОТ)      | ОБВТ Лазар 3        | ~70                  | /       |             | Даље испоруке ће бити у варијанти Лазар-3M. |
| Застава М-20 МРАП                       | Србија                         | Против-мински оклопни транспортер           | МРАП М-20           | 14+                  | /       |             | Даље опремање у току. |
| БОВ ОТ М-21                             | СФРЈ · Србија                  | Вишенаменски оклопни транспортер (ВОТ)      | БОВ М-21            | 14+                  | /       |             | Даље опремање у току. |
| БРДМ-2                                  | Русија                         | Извиђачко борбено амфибијско оклопно возило | БРДМ-2МС            | 30                   | /       |             | Првих 10 БРДМ-2МС возила испоручено у јулу 2019. године. Почетком 2021. године испоручено преосталих 20. Возила су у саставу новоформираног оклопно-извиђачког батаљона у Нишу. |
| БРДМ-2                                  | Совјетски Савез                | Извиђачко борбено амфибијско оклопно возило | БРДМ-2              | 36                   | 22      |             | 36 налази у тенковским и механизованим батаљонима бригада Копнене војске, остатак у резерви. |
| БОВ-КИВ                                 | СФРЈ · Србија                  | Командно-извиђачко оклопно возило           | БОВ-КИВ             | 20+                  | /       |             | Првих 10 БОВ КИВ ушло је у наоружање 2020. године. Возило је настало као резултат модернизације возила БОВ-3, носилац посла је ФАП Прибој. 20 возила у наоружању Војске Србије закључно са априлом 2023. године. Даље опремање у току. |
| БТР-60                                  | Совјетски Савез                | Командни оклопни транспортер (КОТ)          | ПУ-12               | 10                   | 50      |             | 10 је распоређено као командна возила ПВО са Стрелама-1М у артиљеријско-ракетним дивизионима ПВО бригада Копнене војске, остатак у резерви. Возило има амфибијске способности. |
| БОВ-ВП                                  | СФРЈ                           | Оклопни аутомобил војне полиције            | БОВ М-86            | 52                   | 12      |             | Користе их јединице Војне полиције. У саставу УНФИЛ мисије у Либану налази се 13 генерално ремонтованих возила БОВ М-86 Војске Србије. У току њихова замена новим возилима БОВ М-16 "Милош". |
| Lenco BearCat                           | Сједињене Државе               | Оклопни аутомобил                           | Lenco BearCat G2    | 5                    |         |             | Возила први пут приказана на приказу борбене готовости „Штит” 2022. у Батајници. Возила у батаљону војне полиције из састава Гарде. |
| Humvee                                  | Сједињене Државе               | Оклопни аутомобил                           |                     | 158                  | /       |             | Возила су донација САД из 2012. и 2017. године. Војска Србије их је по својим потребама модификовала. Користе се већином у 72. бригади за специјалне операције. Најављена испорука још 118 возила овог типа из САД. Испоручена прва партија од 66 возила у јулу 2023. ,а друга од 52 возила у јулу 2024. |
| БОВ-1                                   | СФРЈ                           | Против-оклопно возило                       | БОВ М-83            | 48                   | 48      |             | 48 лансирних возила БОВ-1 (ПОЛО М-83) налази у механизованим батаљонима бригада Копнене војске и додатних 48 возила је у резерви. У току модернизација. |
| Даљински управљиве безпосадне платформе |                                |                                             |                     |                      |         |             | |
| ДУБП Милош                              | Србија                         | Даљински управљива безпосадна платформа     | Милош-Н             | 12+                  | /       |             | Током 2020. године првих 5 комада испоручено 72. бригади за специјалне операције Војске Србије Током 2021. године најављена набавка још 100 комада. Најављена набавка и модернизоване ојачане варијанте, али и варијанте за извлачење рањеника. |

## Артиљерија
| Назив                | Земља порекла            | Намена | Верзија              | Активно Бројно стање | Резерва              | Фотографија             | Напомена |
| Самоходна артиљерија | Самоходна артиљерија     | Самоходна артиљерија                                                                                       | Самоходна артиљерија | Самоходна артиљерија | Самоходна артиљерија | Самоходна артиљерија    | Самоходна артиљерија |
| -------------------- | ------------------------ | --- | -------------------- | -------------------- | -------------------- | ----------------------- | --- |
| Нора Б-52            | Србија                   | Самоходна топ хаубица 155                                                                                  | Б52 М15              | 18+                  | /                    | Nora_B52_M-15_-_VS_-_01 | Најављена испорука још 6 оруђа. |
| 2С1 Гвоздика         | Совјетски Савез · Србија | Самоходна хаубица 122                                                                                      | 2С1 2С1М             | 48 24+               | 9 /                  |                         | Хаубице су распоређене у самоходним хаубичким артиљеријским дивизионима бригада Копнене војске, 9 у резерви. Модернизација обухвата већи домет самог оруђа, већу мобилност, увећану брзину испаљивања граната као и уграђен ДУБС (даљинско управљиву борбену станицу) Најављена испорука још 12 модернизованих оруђа. |
| Вучна артиљерија     |                          | |                      |                      |                      |                         | |
| М-84 Нора            | СФРЈ                     | Топ-хаубица 152                                                                                            | М-84 Нора-А          | 36                   | 18                   |                         | Све топ-хаубице су распоређене у мешовитој артиљеријској бригади Копнене војске. У плану је конверзија свих оруђа у калибар 155mm и њихова интеграција на самоходне платформе. |
| М-46                 | Совјетски Савез          | Топ-130-{mm}                                                                                               | М-1954               | 36                   | /                    |                         | Сви топови су распоређени у мешовитој артиљеријској бригади Копнене војске. |
| Д-30                 | Совјетски Савез          | Хаубица 122                                                                                                | Д-30Ј                | ?                    | 72                   |                         | Хаубице су већином у саставу резервних бригада, док је део оруђа враћен у активну службу. У плану њихова интеграција на самоходне платформе. |
| Зис 3                | Совјетски Савез          | Топ 76 | Зис-3                | 18                   | /                    |                         | Користе их припадници Гарде ВС за испаљивање Почасне артиљеријске паљбе. |
| М-56                 | СФРЈ                     | Хаубица 105                                                                                                | М-56A1               | 0                    | 200-250              |                         | Ван употребе, у резерви. |
| Ракетна артиљерија   |                          | |                      |                      |                      |                         | |
| М-77 Огањ            | СФРЈ · Србија            | Самоходни вишецевни лансер ракета (СВЛР) 128 Лансер ракета самоходни вишецевни дигитализовани (ЛРСВД) М-17 | M-77 М-17Д           | 42 18                | ~70                  |                         | Лансери су у мешовитој артиљеријској бригади и дивизионима СВРЛ бригада Копнене војске. У служби је 18 "Дигитализованих" ракетних система са дометом од 40 километара. Најављена испорука још најмање 12 модернизованих (дигитализованих) оруђа.                                                                      |
| МСВЛР М-18 Огањ      | Србија                   | Модуларни самоходни вишецевни лансер ракета (МСВЛР)                                                        | М-18                 | 6+                   | /                    |                         | Систем уведен у наоружање Војске Србије у јулу 2023. |
| М-94 Пламен-С        | СР Југославија           | Самоходни вишецевни лансер ракета (СВЛР) 128                                                               | M-94                 | 18                   | 24                   |                         | Сви лансери се налазе у дивизиону СВРЛ бригаде Копнене војске. |
| М-87 Оркан           | СФРЈ                     | Самоходни вишецевни лансер ракета (СВЛР) 262                                                               | М-96 Оркан II        | 4                    | /                    |                         | Сва 4 Оркана се налазе у мешовитој артиљеријској бригади Копнене војске. |
| Радари               |                          | |                      |                      |                      |                         | |
| СНАР-10              | Совјетски Савез          | Артиљеријски радар                                                                                         | 1РЛ232               | 1                    | /                    |                         | Налази се у мешовитој артиљеријској бригади Копнене војске. |
| АРМС-3               | Совјетски Савез          | Метеоролошки радар                                                                                         |                      | 1                    | /                    |                         | Налази се у мешовитој артиљеријској бригади Копнене војске. |

## Противваздушна одбрана
| Назив                              | Земља порекла            | Намена                                        | Верзија                | Активно Бројно стање | Резерва            | Фотографија        | Напомена |
| Трупни системи ПВО                 | Трупни системи ПВО       | Трупни системи ПВО                            | Трупни системи ПВО     | Трупни системи ПВО   | Трупни системи ПВО | Трупни системи ПВО | Трупни системи ПВО |
| ---------------------------------- | ------------------------ | --------------------------------------------- | ---------------------- | -------------------- | ------------------ | ------------------ | --- |
| Стрела-2                           | Совјетски Савез СФРЈ     | Лаки преносиви ракетни систем ПВО             | 9К32М Стрела-2М/А      | ?                    |                    |                    | Oд 1984.године на основу лиценце производила се у фабрици „Крушик” у Ваљеву. |
| Игла                               | Русија                   | Лаки преносиви ракетни систем ПВО             | 9K38 Игла 9K310 Игла-1 | ?                    |                    |                    | 1994.године су испоручене прве количине лаких преносивих ракетних система 9K310 Игла-1 (НАТО ознака „SA-16 Gimlet”) У наоружању Војске Србије је 54 модернизованих система Игла-М. |
| Мистрал-3                          | Француска                | Лаки преносиви ракетни систем ПВО             | Мистрал-3+             | 18                   |                    |                    | Системи званично представљени у априлу 2023. године. |
| Артиљеријски системи ПВО           |                          |                                               |                        |                      |                    |                    | |
| М53/59 Прага                       | Чехословачка             | Двоцевни против-авионски топ 30               | M53/59                 | 48                   | /                  |                    | Враћена у оперативну употребу. Налази се у наоружању артиљеријско-ракетних дивизиона ПВО бригада Копнене војске. Користи се за гађање непријатељске пешадије, утврђених места, оклопних возила или ниско летећих авиона и хеликоптера. |
| Бофорс Л/70                        | Шведска                  | Против-авионски топ 40                        | Л/70                   | 42                   | /                  |                    | Батерије од по шест оруђа калибра 40 mm Л/70, ласерско-рачунарском групом bofi и осматрачко-аквизицијским радаром М85 жирафа. Налази се у наоружању артиљеријско-ракетних дивизиона ПВО бригада Копнене војске и ваздухопловних бригада.У току је интеграција топова Бофорс Л/70 у систем Пасарс-16 већ су формиране 5 батерије. |
| БОВ ПАТ                            | СФРЈ                     |                                               | БОВ 3                  | 0                    | <60                |                    | Резерва у артиљеријско-ракетним дивизионима ПВО. На бази овог возила се производе командно-извиђачка оклопна возила БОВ КИВ, као и оклопни транспортери БОВ OT М-21. |
| Артиљеријско-ракетни системи ПВО   |                          |                                               |                        |                      |                    |                    | |
| Пасарс 16                          | Србија                   | Артиљеријско-ракетни систем ПВО               | Пасарс-16              | 5 батеријa           | /                  | Пасарс 16          | Прва батерија ушла је у наоружање током 2020. године. Друга батерија ушла у наоружање 2021.Трећа батерија представљена на приказу "Штит-2022". Четврта батерија је ушла у наоружање 25.12.2022. Нова серија система испоручена је у новембру 2023. |
| Панцир С1                          | Русија                   | Артиљеријско-ракетни систем ПВО               | 96К6 ПанцирС1Е         | 1 батерија           | /                  |                    | Системи су испоручени 2020. године. Системи су напреднија варијанта Панцира са двоструким радаром и још неким ситним унапређењима. |
| Ракетни системи ПВО                |                          |                                               |                        |                      |                    |                    | |
| Стрела-10                          | Совјетски Савез          | Самоходни ракетни систем ПВО                  | 9К35 Стрела-10M        | 6                    | /                  |                    | Налази се у наоружању артиљеријско-ракетног дивизиона 1. ПВО бригаде Копнене војске. У току је модернизација ракета 9М37 да би се повећао домет ракете и ефикасност дејства по ваздушним циљевима малих габарита. Представљен је протип нове ракете овог система, која поседује домет од 10 km, тј. домет је дуплиран. |
| Стрела-1М                          | Совјетски Савез          | Самоходни ракетни систем ПВО                  | 9К31М Стрела-1М        | 18                   | 36                 |                    | Налази се у наоружању артиљеријско-ракетних дивизиона ПВО бригада Копнене војске. |
| Куб-М                              | Совјетски Савез · Србија | Самоходни ракетни систем ПВО                  | 2К12М Куб              | 3 Дивизион           | 9 батерија         |                    | У наоружању 250. ракетне бригаде ПВД. У току је модернизација ракетног система КУБ. 9 батерија у резерви.Систем ће прећи у КоВ, а делом ће бити избачен из употребе због истека ресурса ракетама и мањка расположивог људства услед набавке нових система ПВО. Од Мађарске купљено додатних 6 система,ради формирања додатне две батерије. |
| С-125 Нева                         | Совјетски Савез · Србија | Ракетни систем ПВО                            | С-125М Нева            | 5 батерија           | 1 батерија         |                    | У наоружању 250. ракетне бригаде ПВД. Извршена модернизација ракетног система НЕВА. У употреби је 5 батерија. Постепено ће бити мењане Панциром С1, једна батерија већ замењена. У саставу Првог ракетног дивизиона налази се на положају у : Зуцама(1 батерија) и Панчеву(2 батерије) У саставу Трећег ракетног дивизиона,налази се на положају у: Јакову(1 батерија) и на Батајници(1 батерија). 250. Ракетна бригада за системе Нева поседује и два вежбовна система АККОРД,који симулирају бојеве гађање. |
| HQ-17                              | Кина                     | Ракетни систем ПВО                            | HQ-17AE                | 2 батерије           |                    |                    | Први систем званично представљен у јуну 2024. године.Наводно набављене 2 батерије са по 4 лансера. |
| ФК-3                               | Кина                     | Ракетни систем ПВО                            | ФК-3                   | 4 батеријe           |                    |                    | У наоружању 250. ракетне бригаде ПВД, односно Другог ракетног дивизиона. Ракетни систем први пут приказан на приказу борбене готовости „Штит” 2022. на војном аеродрому Пуковник — пилот Миленко Павловић у Батајници. Том приликом је приказана само једна батерија, односно 4 самоходна-лансирна оруђа (СЛО). У јануару 2024. званично је саопштено да је Србија близу комплетирања треће батерије система, захваљујући новим испорукама.                                                                   |
| Ваздухопловни радари               |                          |                                               |                        |                      |                    |                    | |
| РПС-42                             | Израел Италија           | 4Д тактички осматрачки радар                  | РПС-42                 | ?                    | /                  |                    | [ 64 ] [ 65 ] |
| Thales GS-40                       | Француска                | 3Д тактички осматрачки радар.                 | Ground Smarter 40      | ?                    | /                  |                    | Набављена непозната количина. Званично представљени у априлу 2023. Ради се о тактичким радарима за осматрање и октривање циљева малих одразних површина на даљинама до 150 километара. |
| Thales Ground Master 200           | Француска                | 3Д осматрачки дигитални радар                 | GM-200                 |                      |                    |                    | |
| Thales Ground Master 400           | Француска                | 3Д осматрачки дигитални радар                 | GM-403 Alpha           | 2                    |                    |                    | Испорука другог радара најављена је до краја 2023. |
| JSG-100                            | Кина                     | Осматрачки радар                              | JSG-100                | 2+                   | /                  |                    | Радари су саставни део батерије ПВО система ФК-3. Поседује домет од око 240км и може отктрити до 100 циљева. |
| H-200                              | Кина                     | Нишански радар                                | H-200                  | 2+                   | /                  |                    | Радари су саставни део батерије ПВО система ФК-3. Радар може да прати преко 30 циљева и истовремено наводи ракете на њих 6 на даљинама до око 180 километара. |
| Жирафа                             | Шведска Србија           | Осматрачко-аквизицијски радар                 | M-85 Жирафа            | 18                   | /                  |                    | Налази се у наоружању артиљеријско-ракетних дивизиона наоружаним топовима Бофорс. Модернизован и повећан домет радара до 50 км као и остале способности. Радар ће бити умрежен са ПВО системима ПАСАРС |
| С-600                              | УК                       | Осматрачки радар Радар за мерење висине       | С-605 С-613            | /                    |                    |                    | Налази се у саставу јединица ВОЈИН. |
| АН/ТПС-70                          | Сједињене Државе         | 3Д радар                                      | АН/ТПС-70              | 5                    | /                  |                    | Налази се у саставу јединица ВОЈИН. Набављено 4 система за ЈНА 1983. године. Два половна радара купљена у Словенији 2015. |
| П-12                               | Совјетски Савез          | 3Д осматрачка-радарска станица                | 1РЛ14                  | 8                    | /                  |                    | Налази се у саставу 250. ракетне бригаде ПВД. Модернизован и повећан домет радара. |
| П-18                               | Совјетски Савез          | 2Д осматрачка-радарска станица                | 1РЛ131                 | 2                    | /                  |                    | Налази се у саставу 250. ракетне бригаде ПВД. Набављено 2 система за ЈНА 1982. године. |
| П-40                               | Совјетски Савез          | 3Д осматрачка-радарска станица                | 1С12                   | 3                    | /                  |                    | Налази се у саставу дивизиона 250. ракетне бригаде ПВД наоружаних системом 2К12 Куб-М. |
| ПРВ-16Б                            | Совјетски Савез          | Радар за мерење висине                        | 1РЛ132Б                | 3                    | /                  |                    | Налази се у саставу дивизиона 250. ракетне бригаде ПВД наоружаних системом 2К12 Куб-М. |
| Системи за радио-електронску борбу |                          |                                               |                        |                      |                    |                    | |
| АДРО                               | Србија                   | Стационарни систем за радио-електронску борбу |                        |                      | /                  |                    | [ 71 ] |
| Репелент                           | Русија                   | Мобилни систем за радио-електронску борбу     | Репелент-1             |                      | /                  |                    | [ 72 ] [ 73 ] |

## Ваздухоплови
| Назив               | Земља порекла            | Намена                                                                                           | Верзија                                               | Активно Бројно стање | Резерва        | Фотографија    | Напомена |
| Борбени авиони      | Борбени авиони           | Борбени авиони                                                                                   | Борбени авиони                                        | Борбени авиони       | Борбени авиони | Борбени авиони | Борбени авиони |
| ------------------- | ------------------------ | ------------------------------------------------------------------------------------------------ | ----------------------------------------------------- | -------------------- | -------------- | -------------- | --- |
| МиГ-29              | Совјетски Савез Русија   | Вишенаменски ловачки авион                                                                       | МиГ-29А 9.12А МиГ-29Б 9.12Б МиГ-29 9.13 МиГ-29УБ 9.51 | 1 3 7 3              | /              |                | 4 авиона наслеђена од ЈНА, 6 авиона је донирала Руске Федерација (испоручени 2017. године), 4 авиона је донирала Белорусија (испоручени 2021. године) Једноседи се модернизују на варијанту СМ+, док три двоседа пролазе модернизацију мањег обима . Авиони су наоружани новим ракетама ваздух-ваздух Р-77 и Р-27ЕР1, као и вођеним ракетама ваздух-земља Х-29ТЕ.                                                       |
| Ј-22 Орао           | СФРЈ                     | Јуришник Наставни Јуришник                                                                       | Ј-22 НЈ-22                                            | 6 4                  | / 4            |                | Сви авиони Орао се налазе у саставу 241. ловачко-бомбардерске авијацијске ескадриле 98. ваздухопловне бригаде. У току модернизација двоседа. |
| Орао М1А            | СФРЈ Србија              | Наставни Јуришник                                                                                | Орао М1А                                              | 4                    | /              |                | Припадници РВ и ПВО тренутно се обучавају на модернизованим летелицама. Планира се модернизација целе ескадриле, која се користи на војном аеродрому Лађевци, на ову варијанту. У новембру 2023. године званично су представљене 4 модернизоване летелице, које су добиле нову ознаку "ОРАО-М1А", на којима припадници 98. Ваздухопловне бригаде увелико пролазе обуку. У току серијска модернизација осталих летелица. |
| Г-4 Супер Галеб     | СФРЈ                     | Школско-борбени авион Тегљач мета                                                                | Г-4 Н-62Т                                             | 17 1                 | /              |                | Војска Србије планира модернизацију авиона Г-4 на стандард Г-4МД. Одлука о модернизацији за сада је на чекању, као приоритет модернизације је изабран Орао. |
| Неборбени авиони    |                          |                                                                                                  |                                                       |                      |                |                | |
| Ласта               | Србија                   | Школски авион Прототип                                                                           | Ласта В-54 Ласта В-54П                                | 14 2                 | /              |                | Авиони Ласта се налазе у саставу 252. школско тренажне авијацијске ескадриле 204. ваздухопловне бригаде, два прототипа у саставу Техничког опитног центра (ТОЦ). Ради се на испитивању унапређених верзија. |
| Утва 75             | СФРЈ                     | Школски авион                                                                                    | Утва 75                                               | 4                    | 12             |                | Све Утве 75 се налазе у саставу 252. школско тренажне авијацијске ескадриле 204. ваздухопловне бригаде, планирана замена авионом Ласта. Од 16 авиона у оперативној употреби 4 Утве 75. |
| Пајпер Сенека       | Сједињене Државе         | Авион за картографију                                                                            | PA-34-220T Seneca V                                   | 1                    | /              |                | Авион Пајпер Сенека се налази у саставу 138. транспортне авијацијске ескадриле 204. ваздухопловне бригаде. |
| Антонов Ан-2        | Пољска                   | Лаки транспортни авион                                                                           | Ан-2ТД                                                | 1                    | 1              |                | Један Ан-2 налази се у саставу 119. мешовите хеликоптерске ескадриле 98. ваздухопловне бригаде. Користи се углавном за обуку падобранаца. Базира се на аеродрому Ниш. |
| Антонов Ан-26       | Совјетски Савез          | Средњи транспортни авион                                                                         | Ан-26                                                 | 1                    | 1+4            |                | Један авион Антонов Ан-26 се налази у саставу 138. транспортне авијацијске ескадриле 204. ваздухопловне бригаде. Више њих се користи за делове. |
| Airbus C-295        | Шпанија                  | Средњи транспортни авион                                                                         | C-295MW                                               | 2                    | /              |                | Оба авиона испоручена су у септембру и новембру 2023. Налазе се у саставу 138. транспортне авијацијске ескадриле 204. ваздухопловне бригаде |
| Хеликоптери         |                          |                                                                                                  |                                                       |                      |                |                | |
| СА 342 Газела       | УК · Француска · СФРЈ    | Основни хеликоптер Извиђачки хеликоптер Борбени хеликоптер Противоклопни хеликоптер              | ХО-45 Хи-42 Хера ХН-42М ГАМА ХН-45М ГАМА              | 7 4 22 10            | ?              |                | Газеле се налазе у саставу свих хеликоптерских ескадрила ваздухопловства. Вероватно модернизација одбачена у корист куповине нових других летелица. |
| Airbus H145         | Немачка                  | Трагање и спасавање Борбено трагање и спасавање Превоз VIP особа Вишенаменски Борбени хеликоптер | Х-50С Х-50Б HForce                                    | 2 2 1 3 (+7)         | /              |                | Наручено је још 10 хеликоптера овог типа. Испорука преосталих хеликоптера реализоваће се током 2024 и 2025. |
| Ми-8                | Совјетски Савез          | Транспортни хеликоптер                                                                           | Ми-8Т                                                 | 1                    | 5              |                | Транспортни хеликоптери се налазе се у саставу мешовитих хеликоптерских ескадрила ваздухопловних бригада.Планирана замена хеликоптерима Ми-17. У оперативној употреби један Ми-8Т. Више апарата овог типа користи се за делове. |
| Ми-17               | Совјетски Савез · Русија | Транспортни вишенаменски хеликоптер                                                              | Ми-17В Ми-17В-5                                       | 1 5 (+3)             | /              |                | МИ-17В наслеђен је од ЈСО, која их је набавила током 90-их. 2 МИ-17В5 испоручено из РФ током 2016. године. 3 МИ-17В5 испоручено из РФ током 2019. године Додатна 3 наручена и плаћена, испорука током 2022.године. |
| Ми-35               | Русија                   | Десантно-јуришни хеликоптер                                                                      | Ми-35М Ми-35П                                         | 4 (+4) 6 (+5)        | /              |                | 02.12.2019. испоручена сва 4 наручена хеликоптера Ми-35М. Хеликоптери у саставу 714. противоклопне ескадриле „Сенке” заједно са Газелама Гама. Додатна 4 Ми-35М наручена и плаћена, испорука током 2022. године. У новембру 2023. је испоручено и званично представљено 11 МИ-35П, набављених од Кипра. Првих 6 хелихоптера уведено у службу у септембру 2024. године                                                   |
| Беспилотне летелице |                          |                                                                                                  |                                                       |                      |                |                | |
| АР-100Ц             | Немачка                  | Беспилотни дрон квадрикоптер                                                                     |                                                       | 30+                  | /              |                | У ваздуху може да проведе до 25 минута, домета до 3.000 метара. У себи има три камере. Од 2020. у наоружању Војске Србије. |
| DJI Matrice 350 RTK | Кина                     | Беспилотни дрон квадрикоптер                                                                     |                                                       | 38+                  | /              |                | Летелица је у службу Војске Србије уведена под ознаком ИВД-23. |
| DJI Matrice 30      | Кина                     | Беспилотни дрон квадрикоптер                                                                     |                                                       | 30+                  |                |                | [ 55 ] |
| DJI Mavic 3         | Кина                     | Беспилотни дрон квадрикоптер                                                                     |                                                       | 90                   | /              |                | [ 55 ] |
| DJI mini 3 pro      | Кина                     | Беспилотни дрон квадрикоптер                                                                     |                                                       | 60                   | /              |                | [ 55 ] [ 86 ] |
| БПЛ Врабац          | Србија                   | Беспилотна извиђачка летелица                                                                    | Врабац Врабац-М                                       | ?                    | /              |                | Летелица је усвојена у наоружање 2020. године. Током 2021. године покренута је серијска производња унапређене варијанте, док је 2022. године представљена БПЛ "Врабац" наоружана са комплетом граната 40мм, са кумулативном бојевом главом и упаљачом за одложено дејство. |
| Орбитер             | Израел                   | Беспилотна извиђачка летелица                                                                    |                                                       | 10 сетова            | /              |                | Од 2008. у наоружању Војске Србије. |
| Kомарац             | Србија                   | Беспилотна камиказа                                                                              |                                                       | 1000+                | /              |                | |
| SM2                 | УАЕ                      | Беспилотна камиказа                                                                              |                                                       | ?                    | /              |                | Летелице званично представљене у јулу 2024. године. |
| SM1                 | УАЕ                      | Беспилотна камиказа                                                                              |                                                       | ?                    | /              |                | Летелице званично представљене у јулу 2024. године. |
| БПЛ Пегаз           | Србија                   | Беспилотна борбено-извиђачка летелица                                                            |                                                       | ?                    |                |                | БПЛ "Пегаз" су усвојене у наоружање. Серија од 12 летелица је у производњи. |
| CH-92A              | Кина                     | Беспилотна борбено-извиђачка летелица                                                            |                                                       | 6                    | /              |                | Испоручено 2 система (6 БПЛ), такође и 18 ракета ваздух-земља ФТ-8Д домета 9 км. Уз куповину CH-92A договорен и трансфер технологија који ће омогућити БПЛ Пегазу 011 идентичну улогу као код CH-92A. |
| CH-95               | Кина                     | Беспилотна борбено-извиђачка летелица                                                            |                                                       | ?                    | /              |                | Прва летелица испоручeна у априлу 2023. године. Постоји жеља за набавком још летелица. |

## Пловила Речне флотиле
| Назив                               | Земља порекла          | Намена                                                                | Ознаке                                                                             | Бројно стање           | Фотографија            | Напомена |
| Пловила посебне намене              | Пловила посебне намене | Пловила посебне намене                                                | Пловила посебне намене                                                             | Пловила посебне намене | Пловила посебне намене | Пловила посебне намене |
| ----------------------------------- | ---------------------- | --------------------------------------------------------------------- | ---------------------------------------------------------------------------------- | ---------------------- | ---------------------- | --- |
| БПН-30 Козара                       | Немачка                | Брод посебне намене                                                   | РПБ-30 „Козара”                                                                    |                        |                        | [ 92 ] |
| РСРБ-36 Шабац                       | СФРЈ                   | Речна станица за размагнетисање бродова                               | РСРБ-36 „Шабац”                                                                    |                        |                        | [ 92 ] |
| Борбена пловила                     |                        |                                                                       |                                                                                    |                        |                        | |
| Речни миноловац класе Нештин        | СФРЈ                   | Речни миноловац                                                       | РМЛ-332 „Тител” РМЛ-335 „Апатин” РМЛ-336 „Смедерево” РМЛ-341 „Нови Сад”            |                        |                        | РМЛ-332 "Тител" је тренутно у бродоградилишту "Дунав" где се врши његов ремонт, а који би требало да прође цела класа Нештин. |
| Десантно-јуришни чамац класе 411    | СФРЈ                   | Десантно-јуришни чамац                                                | ДЈЧ-411 „Бечеј” ДЈЧ-412 „Белегиш” ДЈЧ-413 „Тараш” ДЈЧ-414 „Бегеч” ДЈЧ-415 „Шајкаш” |                        |                        | [ 92 ] |
| Речни патролни чамац класе 211      | СФРЈ                   | Речни патролни чамац                                                  | РПЧ-213 „Колубара” РПЧ-214 „Морава” РПЧ-216 „Тимок”                                |                        |                        | [ 92 ] |
| Речни патролни чамац класе РПЧ-111  | СФРЈ                   | Речни патролни чамац                                                  | РПЧ-111 „Јадар”                                                                    |                        |                        | [ 92 ] |
| Чамац моторни патролни класе ЧМП-22 | СФРЈ                   | Моторни чамац                                                         | ЧМП-22 ЧМП-23 ЧМП-24                                                               |                        |                        | [ 92 ] |
| Помоћна пловила                     |                        |                                                                       |                                                                                    |                        |                        | |
| Речни помоћни нафтоносац РПН-43     | СФРЈ                   | Речни помоћни нафтоносац                                              | РПН-43                                                                             |                        |                        | [ 92 ] |
| Десантни чамац М-70                 | СФРЈ                   | Десантни чамац алуминијумски                                          |                                                                                    |                        |                        | Пловило припада роду инжењерији.                                                                                              |
| RIB 720                             | Кина                   | Неборбени гумени чамац за превожење угрожених са поплављених подручја |                                                                                    | 24                     |                        | Донација НР Кине 2016. год.                                                                                                   |
| GDQ 120A                            | Кина                   | Гумени чамац                                                          |                                                                                    | 16                     |                        | Донација НР Кине 2017. год.                                                                                                   |

## Неборбена возила
| Назив                     | Земља порекла         | Намена | Верзија                                                                                      | Бројно стање    | Фотографија     | Напомена |
| Путничка возила           | Путничка возила       | Путничка возила                                                                                             | Путничка возила                                                                              | Путничка возила | Путничка возила | Путничка возила |
| ------------------------- | --------------------- | --- | -------------------------------------------------------------------------------------------- | --------------- | --------------- | --- |
| BMW                       | Немачка               | Мотоцикл Војне полиције                                                                                     | BMW R1200 RT                                                                                 | 12              |                 | Нови мотоцикл Војне полиције за ескорт. Набављени y 2019. години. |
| Школа Скала               | Чешка                 | Патролни аутомобил Војне полиције                                                                           | Škoda skala                                                                                  |                 |                 | |
| Шкода фабија              | Чешка                 | Патролни аутомобил Војне полиције                                                                           | Škoda Fabia                                                                                  |                 |                 | |
| Шкода суперб              | Чешка                 | Патролни аутомобил Војне полиције                                                                           | Škoda Superb                                                                                 |                 |                 | |
| Опел Астра                | Немачка               | Патролни аутомобил Војне полиције                                                                           |                                                                                              |                 |                 | |
| Ситроен џампер            | Француска             | Комби-марица Војне Полиције Санитетско возило                                                               | Citroën Jumper (1994) Citroën Jumper (2006)                                                  |                 |                 | |
| Fiat Ducato               | Италија               | Санитетско возило Комби Војне Полиције                                                                      | Fiat Ducato (2014)                                                                           |                 |                 | |
| Volkswagen                | Немачка               | Теренски аутомобил                                                                                          | VW Tiguan                                                                                    | 2               |                 | Донација САД за мировне операције. |
| Volkswagen                | Немачка               | Комби | VW Transporter                                                                               | 2               |                 | Донација САД за мировне операције. |
| Volkswagen                | Немачка               | Минибус | VW Crafter                                                                                   | 1               |                 | Донација САД за мировне операције. |
| Лада Рива                 | Русија                | Санитетско возило                                                                                           | Лада ВАЗ 2104                                                                                |                 |                 | |
| Zastava New Turbo Rival   | Србија                | Санитетско возило                                                                                           |                                                                                              |                 |                 | |
| Форд Ф-350                | Сједињене Државе      | Санитетско возило                                                                                           | Ford F-350 (1993)                                                                            | 2               |                 | 2 возила донација Амбасаде САД у Београду за Војномедицинску академију. |
| Nanjing-Iveco Turbo Daily | Кина                  | Санитетско возило                                                                                           | Nanjing-Iveco Turbo Daily (1992)                                                             | 20              |                 | Донација НР Кине. |
| Mercedes-Benz Unimog      | Немачка               | Санитетско возило                                                                                           | Unimog U1300L                                                                                | 3               |                 | Донација Немачке. |
| Dingo 2                   | Немачка               | Санитетско возило                                                                                           | Dingo 2                                                                                      | 2               |                 | Донација Немачке. |
| БОВ-Сн                    | СФРЈ                  | Санитетско возило                                                                                           | БОВ-Сн                                                                                       |                 |                 | |
| Теренска возила           |                       | |                                                                                              |                 |                 | |
| Polaris                   | Сједињене Државе      | Квад | Polaris Sportsman 55 xp 1000 S                                                               | 16              |                 | На возила се, по потреби, могу уграђивати и санке уместо точкова. |
| Застава НТВ               | Србија                | Теренски аутомобил                                                                                          | Верзија (1+2) Верзија (1+8)                                                                  | 20+             |                 | Војска Србије има потребе за више стотина возила овог типа. |
| УАЗ Патриот               | Русија                | Теренски аутомобил                                                                                          |                                                                                              | 64              |                 | Набављени у 2020.години. Углавном се користе у Војној полицији. |
| Toyota Hilux              | Јапан                 | Теренски аутомобил                                                                                          |                                                                                              | /               |                 | Возила представљена у јануару 2022. године током посете 72. бригади за специјалне операције.                                                                                     |
| Isuzu                     | Јапан                 | Теренски аутомобил                                                                                          |                                                                                              | /               |                 | [ 58 ] |
| Лада Нива 1.7             | Русија                | Теренски аутомобил                                                                                          |                                                                                              | 36              |                 | Набављене 2006. године. |
| Мерцедес-Бенц Г-500       | Немачка               | Теренски аутомобил                                                                                          | Г-500                                                                                        | /               |                 | Користи Батаљон специјалне намене „Кобре”. |
| Ленд Ровер Дифендер 110   | УК                    | Теренски аутомобил                                                                                          |                                                                                              | 70              |                 | Набављени у 2008.години. Ровере у Војсци Србије користи Специјална Бригада. |
| УАЗ 469                   | СССР                  | Теренски аутомобил                                                                                          |                                                                                              |                 |                 | |
| Фиат Кампањола            | Италија               | Теренски аутомобил Возило везе                                                                              | FIAT-Zastava 1107JD FIAT-Zastava 1107JD-V                                                    |                 |                 | Производио се до 1987. године. Увозио се из Италије и склапан у Фабрици Застава у Крагујевцу.                                                                                    |
| Пух                       | Аустрија              | Теренски аутомобил                                                                                          | PUCH 250GD PUCH 290GD PUCH 300GD                                                             |                 |                 | Пух се у Војсци Србије најчешће користи као возило Војне полиције, штабско возило и возило везе. У саставу УНФИЛ мисије у Либану налази се 16 возила Пух ВС.                     |
| Пинцгауер 710             | Аустрија              | Теренско возило Санитетско возило Возило везе                                                               | PINZGAUER 710М PINZGAUER 710MS PINZGAUER 710К                                                |                 |                 | Увозили се из Аустрије до 1986.године. Возила се постепено избацују из употребе.                                                                                                 |
| Теретна возила            |                       | |                                                                                              |                 |                 | |
| ФАП 1118 БС/36            | Србија                | Теренски камион 4x4 Цистерна за деконтаминацију                                                             | ФАП 1118 БС/36                                                                               | 124+            |                 | У Децембру 2016. године између Фабрике ФАП и Министарства одбране потписан уговор за испоруку још 20 возила.                                                                     |
| ФАП 2228 БС/АВ            | Србија                | Теренски камион 6x6 Камион за транспорт контејнера за управљање беспилотним летелицама                      | ФАП 2228ФАП 2228 БС/АВ                                                                       | 44+             |                 | [ 97 ] [ 98 ] |
| ФАП 3240 БС/АВ            | Србија                | Теренски камион 8x8                                                                                         | ФАП 3240                                                                                     | 4+              |                 | У Септембру 2018. године између Фабрике ФАП и Министарства одбране потписан уговор за развој Нулте серије возила. У Мају 2019. године испоручена прва четири.                    |
| ФАП 3040                  | Србија                | Тегљач Кипер Камион за транспорт контејнера за управљање беспилотним летелицама                             | ФАП 3040 БДТС/АВ ФАП 3040 РБК 6х4 ФАП 3040                                                   |                 |                 | [ 99 ] [ 100 ] [ 101 ] |
| ФАП 2026 БС/АВ            | СФРЈ                  | Теренски камион 6t Теренски камион за надградње Теренски камион за вучу реморкера                           | ФАП 2026 БС/АВ ФАП 2026 БДС/А ФАП 2026 БДС/АВГ                                               | ~200            |                 | Одређен број камиона је ремонтован у компанији Србоауто. |
| ФАП 1418Б                 | Србија                | Возило за обуку возача                                                                                      | ФАП 1418Б                                                                                    |                 |                 | [ 56 ] |
| ФАП 1213                  | Србија                | | ФАП 1213                                                                                     |                 |                 | Возило у служби техничко-опитног центра. |
| ФАП 2226                  | СФРЈ                  | Кипер | ФАП 2226 РБК                                                                                 |                 |                 | Производио се од 1986—1993. године у Фабрици ФАП у Прибоју.3 камиона ФАП Кипера обновљена у сарадњи са компанијом Србоауто 2018. године.                                         |
| ФАП 3232                  | СФРЈ                  | Теренски камион 8х8                                                                                         | ФАП 3232                                                                                     | ~8              |                 | Укупно је произведено свега 40 камиона овог типа до распада СФРЈ. Некада се користио као шасију ВБР М-87 Оркан. По проценама, у Војсци Србије има их свега око 8.                |
| ФАП 1314                  | СФРЈ                  | Камион Кипер Лака ауто-дизалица Ауто-радионица Цистерна за гориво Цистерна за воду                          | ФАП 1314 СВ/АВ ФАП 1314 СК/А ФАП 1314 СВ/А-ЛД ФАП 1314 СВ/АР ФАП 1314 СВ/АЦГ ФАП 1314 СВ/АЦВ |                 |                 | Производио се од 1962—1994. године у Фабрици ФАП у Прибоју. У 2003. години урађена једна серија од 8 камиона. 2 камиона Фап Цистерне обновљене у сарадњи са компанијом Србоауто. |
| КамАЗ-6560                | Русија                | Возило за транспорт и претовар ракета Командна станица ПВО система Возило за техничко одржавање ПВО система | КамАЗ-6560                                                                                   |                 |                 | |
| КамАЗ-43118               | Русија                | Камион | КамАЗ-43118-6x6                                                                              |                 |                 | Возило за превоз и претовар муниције (логистичко возило). |
| Шанкси                    | Кина                  | Колиматорска станица Покретна станица за напајање Возило за логистику Возило за транспорт и претовар ракета | Шанкси 6х6                                                                                   |                 |                 | Возила су саставни део батерије ПВО система ФК-3. |
| 6Р-17Е                    | Кина                  | Возило за транспорт и претовар ракета                                                                       |                                                                                              |                 |                 | Део батерије ПВО система HQ-17AE. |
| HOWO TAZ 3190C            | Кина                  | Kипер | HOWO TAZ 3190C 4х4                                                                           |                 |                 | [ 8 ] [ 25 ] |
| Iveco Trakker             | Италија               | Кипер | Iveco Trakker 6х6                                                                            |                 |                 | [ 28 ] |
| TAM 110 T7 Б/БВ           | СФРЈ                  | Теренски камион 1,5t Минибус Санитетско возило АБХО возило                                                  | TAM 110 T7 Б/БВ ТАМ 110 А5 ТАМ 110 С-4 ТАМ 110 АЛ-РХ                                         | ~400            |                 | |
| ТАМ 150 T11 Б/БВ          | СФРЈ                  | Теренски камион 3t Ватрогасно возило АБХО возило Возило везе                                                | ТАМ 150 T11 Б/БВ ТАМ 150 М-77 ТАМ 150 АЦД М.78 ТАМ 150                                       | ~250            |                 | Одређен број ремонтован у компанији Србоауто. У саставу УНФИЛ мисије у Либану налази се 5 возила ТАМ 150 Војске Србије.                                                          |
| ТАМ 110 Т10 ТАМ 125 Т12   | СФРЈ                  | Камион | ТАМ 110 T10 ТАМ 125 T10 ТАМ 125 T12                                                          |                 |                 | |
| ТАМ 130 T10               | СФРЈ                  | Камион | ТАМ 130 T10                                                                                  |                 |                 | |
| ТАМ 260 T22               | СФРЈ                  | Камион | ТАМ 260 T22                                                                                  |                 |                 | |
| ЗиЛ-131                   | Совјетски Савез       | Камион Тегљач                                                                                               | ЗиЛ-131 ЗиЛ-131В                                                                             |                 |                 | |
| КрАЗ-255                  | Совјетски Савез       | Камионконтролно-испитна покретна станица                                                                    | КрАЗ-255Б                                                                                    |                 |                 | [ 68 ] |
| Урал-375                  | Совјетски Савез       | Камион | Урал-375Д                                                                                    |                 |                 | |
| Сканија                   | Шведска               | Цистерна за гориво                                                                                          | Сканија 93M 220                                                                              | 2               |                 | Донација Краљевине Данске ваздухопловству. |
| Сканија                   | Шведска               | Тегљач-цистерна за гориво                                                                                   | Сканија 113М 310                                                                             | 8               |                 | Донација Краљевине Данске ваздухопловству. |
| MAN TGS 18.430            | Немачка               | Тегљач-цистерна за гориво                                                                                   | MAN TGS 18.430                                                                               | 3               |                 | Купљене 2020. године. Капацитета 32 000 литара. |
| МАN 17.192                | Немачка               | Цистерна за гориво                                                                                          | МАН 17.192                                                                                   | 3               |                 | Донација Краљевине Данске ваздухопловству. |
| Howo                      | Кина                  | Цистерна за гориво                                                                                          | Howo 4х4                                                                                     |                 |                 | [ 60 ] |
| Howo                      | Кина                  | Цистерна за воду                                                                                            |                                                                                              |                 |                 | [ 62 ] |
| МАN TGM 18.250            | Немачка               | Цистерна за гориво                                                                                          | МАН TGM 18.250                                                                               | ?               |                 | Купљене 2009. године. |
| МАЗ-537                   | Совјетски Савез       | Вучни воз                                                                                                   | МАЗ-537Г                                                                                     | ~10             |                 | Куповани за ЈНА од 1967 до 1982. год. Планирана замена новим Вучним возовима. |
| МАN TGS 33.480            | Немачка               | Вучни воз                                                                                                   | МАН TGS 33.480                                                                               | 6+              |                 | Купљена 3- 2015. године. |
| HOWO                      | Кина                  | Вучни воз                                                                                                   | Howo 6х6                                                                                     |                 |                 | [ 25 ] [ 35 ] |
| ФАП 2026                  | СФРЈ · Србија         | Вучни воз                                                                                                   | ФАП 2026 с полуприколицом НПП-30Т                                                            | 7               |                 | Потпуно обновљене у сарадњи са компанијом Србоауто 2017. год. |
| ФАП 2632                  | СР Југославија        | Тегљач | ФАП 2632 БДТ/32                                                                              |                 |                 | |
| ФАП 1921                  | СФРЈ · СР Југославија | Тегљач | ФАП 1921 БТ/36А                                                                              |                 |                 | |
| ФАП 1820                  | СФРЈ                  | Тегљач | ФАП 1820 БСТ/АВ                                                                              |                 |                 | |
| IVECO                     | Италија               | Тегљач | Iveco S-way                                                                                  | 5               |                 | [ 94 ] |
| Инжињеријска возила       |                       | |                                                                                              |                 |                 | |
| LiuGong                   | Кина                  | Багер | Liu Gong 926E                                                                                |                 |                 | [ 107 ] [ 107 ] |
| IMK „14. oktobar”         | СФРЈ · СР Југославија | Дозер | ТГ-140 ТГ-160 ТГ-170 ТГ-200                                                                  |                 |                 | |
| LiuGong                   | Кина                  | Дозер | LiuG ong 230C                                                                                |                 |                 | [ 41 ] |
| Caterpillar               | САД ·                 | Дозер | Caterpillar Д-8Х                                                                             |                 |                 | |
| Dressta                   | Пољска                | Дозер | Dressta TD15M                                                                                |                 |                 | [ 35 ] |
| LiuGong                   | Кина                  | Дозер точкаш                                                                                                | Liu Gong GJT 112А                                                                            |                 |                 | [ 25 ] [ 35 ] |
| IMK „14. oktobar”         | СФРЈ · СР Југославија | Утоваривач                                                                                                  | УЛТ-150 УЛТ-160Б УЛТ-160Ц                                                                    |                 |                 | |
| ЈСB 436                   | УК                    | Утоваривач                                                                                                  | ЈСB 436                                                                                      |                 |                 | [ 42 ] |
| Zettelmeyer               | Немачка               | Булдожер точкаш Утоваривач                                                                                  | ZL 3500 ZL 5001F                                                                             |                 |                 | |
| СТТ КН-251                | СФРЈ                  | Копач точкаш универзални                                                                                    | КН-251                                                                                       |                 |                 | |
| JCB 4CX                   | УК                    | Копач точкаш универзални                                                                                    | JCB 4CX                                                                                      |                 |                 | |
| VOLVO BM                  | ШВЕ                   | Копач точкаш универзални                                                                                    | VOLVO BM                                                                                     |                 |                 | |
| Coles Hydra Husky         | УК                    | Ауто-дизалица 7t                                                                                            | ТД-6/8. С4                                                                                   |                 |                 | |
| Урал 375                  | Совјетски Савез       | Ауто-дизалица                                                                                               | Урал 375 6х6                                                                                 |                 |                 | [ 68 ] |
| LiuGong 4140              | Кина                  | Грејдер | LiuGong CLG 4180.                                                                            |                 |                 | [ 38 ] |
| Радоје Дакић МГ-145       | СФРЈ                  | Грејдер | МГ-145                                                                                       |                 |                 | |
| IMK „14. oktobar”         | СФРЈ · СР Југославија | Ваљак | ДВВ-10 ДВВ-11                                                                                |                 |                 | |
| Bomag                     | Немачка               | Ваљак | BW-200                                                                                       |                 |                 | |
| LiuGong                   | Кина                  | Ваљак | LiuGong                                                                                      |                 |                 | [ 43 ] [ 48 ] |
| LiuGong                   | Кина                  | Виљушкар | LiuGong                                                                                      |                 |                 | [ 63 ] |
| Linde H30D                | Немачка               | Виљушкар | Linde H30D                                                                                   |                 |                 | [ 35 ] |
| Armatrac                  | Турска                | Трактор | Armatrac 1054+                                                                               |                 |                 | |
| ИМТ 577                   | СФРЈ СР Југославија   | Трактор | ИМТ-577ДВ                                                                                    |                 |                 | |
| ИМТ 533                   | СФРЈ                  | Трактор | ИМТ-533                                                                                      |                 |                 | |
| ТММ-3                     | Совјетски Савез       | Тешки моторизовани мост                                                                                     | ТММ-3                                                                                        |                 |                 | |
| БМБ                       | СФРЈ                  | Бушач минских бунара                                                                                        |                                                                                              |                 |                 | Постоје верзија на шасији ФАП 2026БС/АВ и ТАМ 110 Т7. |
| ПМ М-71                   | СФРЈ                  | Парк понтонског моста                                                                                       |                                                                                              |                 |                 | Налази се у саставу два батаљона понтонске инжињерије речне флотиле. |
| ПТС-М                     | Совјетски Савез       | Амфибијски транспортер гусеничар                                                                            |                                                                                              | 12              |                 | Налази се у саставу два батаљона понтонске инжињерије речне флотиле. |

## Будућа опремања
| Назив             | Земља порекла | Намена                                               | Бројно стање | Фотографија | Напомена |
| ----------------- | ------------- | ---------------------------------------------------- | ------------ | ----------- | --- |
| М-84АС1/АС2       | Србија        | Главни борбени тенк (ГБТ)                            | 26           |             | Серијска модернизације је у току. |
| М-80АБ2           | Србија        | Борбено возило пешадије (БВП)                        | 26           |             | Серијска модернизација је у току. |
| ДУБП Милош        | Србија        | Даљински управљива безпосадна платформа              | 100+         |             | У току набавке од 12+ комада годишње. Осим основне варијанте, набавља се и варијанта са побољшаним наоружањем, системом управљања, агрегатом, итд. Најављено и опремање варијантом која служи за извлачење рањеника са бојишта. |
| МСВЛР М-18 Огањ   | Србија        | Модуларни самоходни вишецевни лансер ракета (МСВЛР)  | 8-12         |             | Најављена испорука 8 оруђа до јануара 2025. Приказано дејство на вежби Вихор-2024. |
| МСВЛР Тамнава     | Србија        | Модуларни самоходни вишецевни лансер ракета (МСВЛР)  | 4-6          |             | Најављена испорука 4 до 6 оруђа Најављено је да ће систем ускоро проћи целокупна тестирања. Испорука је планирана до краја 2024. године. Приказано дејство на вежби Вихор-2024. Предвиђено је да замени системе М-87 Оркан.     |
| Нора Б-52         | Србија        | Самоходна топ хаубица 155                            | 8            |             | Најављено опремање са још 8 оруђа. |
| Лазар 3M          | Србија        | Борбено возило пешадије (БВП)                        | 80           |             | У јануару 2023. најављена је испорука 80 возила овог типа. |
| БОВ М16 Милош     | Србија        | Вишенаменски оклопни транспортер                     | 112          |             | Најављена је испорука још 112 возила овог типа. |
| БОВ Милош 2       | Србија        | Вишенаменски оклопни транспортер                     | 112          |             | У јануару 2024. најављена испорука "око" 112 возила овог типа. Возило представља даљи развој оклопног возила БОВ М-16 Милош. |
| Панцир-С1         | Русија        | Артиљеријско-ракетни систем ПВО                      | 2 батерије   |             | Испорука система блокирана услед тренутне ситуације у Украјини. |
| Красуха 2/4       | Русија        | Мобилни систем за радио-електронску борбу            | ?            |             | Испорука система блокирана услед тренутне ситуације у Украјини. Најављена потенцијална испорука током 2024. године. |
| 9М133 Корнет      | Русија        | Против-тенковска ракета                              | ?            |             | Први део испоручен у децембру 2021. године. Најављене још 2 испоруке. Испорука преосталих система блокирана услед тренутне ситуације у Украјини.                                                                                |
| Ground Master 200 | Француска     | 3Д вишенаменски мобилни радар средњег домета         | ?            |             | Војска Србије је укупно набавила 22 радара типа ГМ-400, ГМ-200 и ГМ-60. |
| Ground Master 60  | Француска     | 3Д вишенаменски тактички радар                       | ?            |             | [ 67 ] |
| Rafal             | Француска     | Вишенаменски ловачки авион                           | 12           |             | Испорука првих авиона очекује се током 2028. године. |
| МИ-35М            | Русија        | Десантно-јуришни хеликоптер                          | 4            |             | Хеликоптери су званично наручени и плаћени. Њихова испорука је блокирана услед тренутне ситуације у Украјини. |
| МИ-17В5           | Русија        | Транспортни вишенаменски хеликоптер                  | 3            |             | Хеликоптери су званично наручени и плаћени. Њихова испорука је блокирана услед тренутне ситуације у Украјини. |
| Х-145М            | Немачка       | Вишенаменски хеликоптер                              | 10           |             | Куповина непознатог броја додатних хеликоптера и раније најављена, а августа 2021. године потврђена. Ради се о 10 додатних хеликоптера. Испорука почела 2023.                                                                   |
| ИКА-20М           | Србија        | Беспилотни дрон хексокоптер                          |              |             | Квадрокоптер се може користити за извиђање, али и дејство модификованим минобацачким минама. Приказано дејство на вежби Вихор-2024. Најављено опремање летелицама овог типа.                                                    |
| Комарац           | Србија        | Беспилотни камиказа квадрокоптер (лутајућа муниција) |              |             | Приказано дејство на вежби Вихор-2024. Најављено опремање. |
| Осица             | Србија        | Беспилотна летелица камиказа (лутајућа муниција)     |              |             | Приказано дејство на вежби Вихор-2024. Најављено опремање. |

## Пројекти прототипова
| Назив             | Земља порекла | Намена                                       | Бројно стање | Фотографија | Напомена |
| ----------------- | ------------- | -------------------------------------------- | ------------ | ----------- | --- |
| VILA              | Србија        | Крстарећа ракета/лутајућа муниција           |              |             | Пројекат пројектила домета 300 километара, VILA-1" и "VILA-2", са одликама "лутајуће муниције" и крстареће ракете премијерно је приказан на приказан на међународном сајму наоружања и војне опреме "Партнер 2023". |
| HARPAS            | Србија        | Артиљеријско-ракетни систем ПВО              | 1            |             | Систем је први пут приказан на међународном сајму наоружања и војне опреме "Партнер 2023" у Београду. |
| БВП Лазански      | Србија        | Борбено возило пешадије 8х8                  | 1            |             | Возило је први пут приказано на међународном сајму наоружања и војне опреме "Партнер 2021", као борбено возило пешадије нароужано топом калибра 57mm.                                                               |
| Застава Хајдук    | Србија        | Оклопни аутомобил 4х4                        |              |             | Возило, развијено на шасији теренског возила Застава НТВ, први пут је представљено у јуну 2024. |
| Милош 2           | Србија        | Вишенаменско оклопно борбено возило 4х4      | 1            |             | Возило је први пут представљено на приказу наоружања и војне опреме "Гранит 2023" у Батајници. Представља даљи развој оклопног возила БОВ М-16 Милош.                                                               |
| СВМЛО Шумадија    | Србија        | Самоходни вишецевни модуларни лансер 400 mm  | 1            |             | Домет ракета је 75 (Јерина 2) односно 285 км (Јерина 1) Током сајма "Партнер" у октобру 2021. године премијерно приказано тестирање ракетног мотора "Јерине 1", ракете домета 285 km.                               |
| Сора 122 mm       | Србија        | Самоходна хаубица 122 mm                     | 2            |             | Пројекат ће према свему судећи остати незавршен у оваквом облику. На задњем приказу била изложена и споменута потреба за оруђем у циљу "дизања" хаубица 122мм на точкове.                                           |
| Соко СП РР 122 mm | Србија        | Самоходна хаубица 122 mm                     | 1            |             | За разлику од Самоходне хаубице СОРА 122 мм, ова Самоходна хаубица има оклопљену кабину. Пројекат ће према свему судећи остати незавршен.                                                                           |
| Вера              | Србија        | Радиогонометар                               | 1            |             | Радиогонометар на шасији Застава НТВ. |
| МТУ-4М            | Србија        | Ракетни систем ПВО кратког домета            | 1            |             | Ракетни систем ПВО кратког домета, који чине ракете "Игла" и "Стрела", на шасији Застава НТВ. |
| Осица             | Србија        | Лутајућа муниција                            | 1            |             | Летелица представљена у априлу 2023. године. |
| Гавран-145        | Србија        | Лутајућа муниција                            |              |             | У току финална испитивања у ТОЦ-у. Пријем у службу се очекује током 2022. године. |
| ИКА-КАМ-81        | Србија        | Лутајућа муниција                            |              |             | [ 130 ] |
| Сенка             | Србија        | Наоружана беспилотна летелица кратког долета |              |             | [ 121 ] [ 131 ] |
| Jeky              | Србија        | Мини беспилотна летелица кратког долета      |              |             | [ 132 ] |
| НОВА-145 (ПОВР)   | Србија        | Против-оклопна вођена ракета                 |              |             | У току финална испитивања у ТОЦ-у. Пријем у службу се очекује крајем 2022. или почетком 2023. године. |
| ПОС-145           | Србија        | Против-оклопна вођена ракета                 |              |             | Лаки, преносни против-оклопни лансер. |
| Е-24-А1           | Србија        | Ракета ваздух-земља                          | Непознато    |             | [ 133 ] |
| Кошава 3          | Србија        | Ракета ваздух-земља                          | Непознато    |             | [ 133 ] |
| ВРВЗ-200          | Србија        | Ракета ваздух-земља                          | Непознато    |             | [ 133 ] |
| С-8ЛГР            | Србија        | Ракета ваздух-земља                          | Непознато    |             | Навођено ракетно зрно. |
| Паук (ПОВР)       | Србија        | ракета ваздух-земља                          | Непознато    |             | Против-оклопна ракета. |
| РЛН-С10           | Србија        | ракета земља-ваздух                          | Непознато    |             | Ракета РЛН-С10 представа модернизацију ракете 9М37М система Стрела-10М, са стартним мотором. Максимални домет је удвостручен и сада износи 10 километара.                                                           |
| Застава М-84М     | Србија        | Пушкомитраљез 7.62                           | Непознато    |             | У фази завршног развоја. |

## Пројекти прототипова модернизације
| Назив        | Земља порекла          | Намена                       | Бројно стање | Фотографија | Напомена |
| ------------ | ---------------------- | ---------------------------- | ------------ | ----------- | --- |
| M-84AS1      | СФРЈ Србија            | Главни борбени тенк (ГБТ)    | 2            |             | М-84АС1 Прототип модернизације из 2017. (Прототип сторниран у корист АС1/2 2020) 2020 приказан нови прототип модернизације под истом ознаком као и претходни прототип. Слика испод: прототип модернизације из 2020. М-84АС2 Такође је урађен прототип који представља другу фазу (финалну) модификације М-84АС1. За 2022. годину најављен почетак серијске модернизације тенкова у саставу ВС. |
| M-84AB1      | СФРЈ Србија            | Главни борбени тенк (ГБТ)    | 1            |             | Сторнирано у корист М-84АС1/М-84АС2 (2020). Даља модернизација тенка M-84 развијена у Југоимпорту рад домаћих стручњака, са неколико иностраних компонената,типа руских, белоруских и француских подсистема. За сада је одрађено више типова модернизације. Југоимпортове нове модернизације: M-84AБ1 (М-84АС) (прототип модернизације тенка са врло добрим могућностима, као и врло добре заштите, процењује се да је сличан руским тенковима Т-90С). Претпоставља се да је ова верзија намењена за Војску Србије. Касније замењена другом модернизацијом. |
| T-72МС       | Совјетски Савез Србија | Главни борбени тенк (ГБТ)    | 1            |             | Пакет модернизације тенка Т-72М којег ВС поседује (у оперативности и резерви) развијена у Југоимпорту. Остао као прототип, модернизација одбачена због недостатака створених променом положаја топа. |
| T-55H        | Совјетски Савез Србија | Главни борбени тенк (ГБТ)    | 1            |             | Даља модернизација тенка Т-55А развијена у Југоимпорту. Углавном понуђени на тржишту као пакет модернизације. 30 српских тенкова донирано Ираку. Планира се модернизација 100 Т-55 тенкова који су повучени из употребе. |
| БВП М-80АБ1  | СФРЈ Србија            | Борбено возило пешадије(БВП) | 3            |             | Најновија верзија пакета модернизације приказана у Новом Саду, односно на војном полигону у Никинцима. Због додатног оклопа возила нису задржане амфибијске могућности. И даље у прототипној фази. Најновија верзија М-80АБ2 у фази развоја. Током војне вежбе "Муњевити Удар 2021" приказана су укупно 3 модернизована БВП-а. За 2022. годину најављена серијска модернизација. |
| БВП М-80/98M | СФРЈ Србија            | Борбено возило пешадије(БВП) | 1            |             | Даља модернизација возила БВП М-80. Са новим СУВ-ом и топом од 30 мм. Задржане амфибијске могућности. Модернизација одбачена. |

## Повучено из оперативне употребе

### Копнена средства
| Назив    | Земља порекла     | Намена                         | Бројно стање | Фотографија | Напомена |
| -------- | ----------------- | ------------------------------ | ------------ | ----------- | --- |
| T-55     | Совјетски Савез · | Главни борбени тенк (ГБТ)      | 250~         |             | Од Војске Србије и Црне Горе наслеђено је око 660 тенкова овог типа. Велики број продат је Камбоџи, Пакистану, Либији, итд. 30 тенкова је и донирано Ираку. У Србији се тренутно према проценама налази око 250 ових тенкова, од којих, такође према проценама, око 100 стоји у ратној резерви. Неки од тенкова у возном стању су приказивани и јавности. |
| М60 ОТ   | СФРЈ              | Оклопни гусенични транспортер  | ~120         |             | Наслеђени од ВЈ, ПЈП, ЈСО. |
| ЗСУ-57-2 | Совјетски Савез   | Гусенично противавионско оруђе | ~32          |             | Наслеђени од ВЈ. Већином били део 252. оклопне бригаде из Краљева. |

### Ваздухоплови
| Назив     | Земља порекла   | Намена                                               | Верзија                    | Бројно стање | Фотографија | Напомена |
| --------- | --------------- | ---------------------------------------------------- | -------------------------- | ------------ | ----------- | --- |
| MiG-21    | Совјетски Савез | Ловачки авион Наставни ловачки авион Извиђачки авион | МиГ-21бис МиГ-21УМ МиГ-21М | 21 6 1       |             | Последњи МиГ-21бис, био је у оперативној употреби до септембра 2015. Последњи МиГ-21УМ повучен из употребе 21. маја 2021. Један МиГ-21УМ срушио се 25. септембра 2020. године у близини Лознице, током вежбе. Погинула су оба пилота. |
| Ј-22 Орао | СФРЈ            | Извиђачки јуришник Извиђачки наставни јуришник       | ИЈ-22 ИНЈ-22               | 8 2          |             | Сви извиђачки авиони повучени. |
| Ми-24     | Совјетски Савез | Десантно-јуришни хеликоптер                          | Mi-24V                     | 2            |             | Два хеликоптера МУП-а предата 2006 године ВС. Првобитно је планиран ремонт, али због папирологије и затеченог стања ремонт није урађен, хеликоптери су произведени 1983 и 1985. Ове хеликоптере је набавила Служба државне безбедности за потребе ЈСО. коришћени су на КиМ током ратних сукоба. Остаће упамћени по "десанту на Кијево", селу на КиМ које је било блокирано од стране ОВК. |